# 雲仙嶽光徳
雲仙嶽 光徳（うんぜんだけ みつのり、1913年2月15日 - 没年不明）は、昭和時代の大相撲力士。出羽海部屋所属。本名は福本 光徳。最高位は十両3枚目。

## 経歴
長崎県佐世保市出身。出羽海部屋に入門し、1930年10月に本名の「福本」で初土俵を踏む。1938年1月十両に昇進。1939年1月から2年間応召され、1941年1月に復帰した。1942年5月自己最高位となる東十両3枚目まで上がるが、この場所3勝12敗と大きく負け越し廃業した。身長184cmと当時としては長身だったが、兵役に取られていたのと、腰を痛めたため大成できなかった。

## 改名
福本→雲仙嶽